# Procés Castner-Kellner
El procés Castner-Kellner és un mètode d'electròlisi d'una solució aquosa d'un clorur d'àlcali (en general una solució de clorur de sodi) per produir l'hidròxid alcalí corresponent, inventat pel nord-americà Hamilton Castner i l'austríac Karl Kellner en la dècada de 1890.

## Història
La primera patent per a l'electròlisi de salmorra va ser concedida a Anglaterra el 1851 a Charles Watt. El seu procés no era un mètode econòmicament viable per a la producció d'hidròxid de sodi, ja que no va poder evitar que el clor que es forma en la solució de salmorra reaccionés amb els altres components. Hamilton Castner va resoldre el problema amb la invenció de la cel·la de mercuri i se li va concedir una patent dels Estats Units l'any 1892. El químic austríac, Karl Kellner va arribar a una solució similar gairebé al mateix temps. Per tal d'evitar una batalla legal es van convertir en socis el 1895 creant la Castner-Kellner Alkali Company que va construir plantes a tot Europa utilitzant el seu procés. El procés de cel·les de mercuri segueix en ús avui dia. Avui però, les plantes amb de cel·les de mercuri són severament criticades per l'alliberament al medi ambient de mercuri que condueix en alguns casos a una greu intoxicació per mercuri com és la malaltia de Minamata-Ontario. És per aquesta raó que les plantes de cel·les de mercuri s'estan eliminant gradualment i s'està realitzant un esforç continu per reduir les emissions de mercuri de les plantes existents.

## Procés

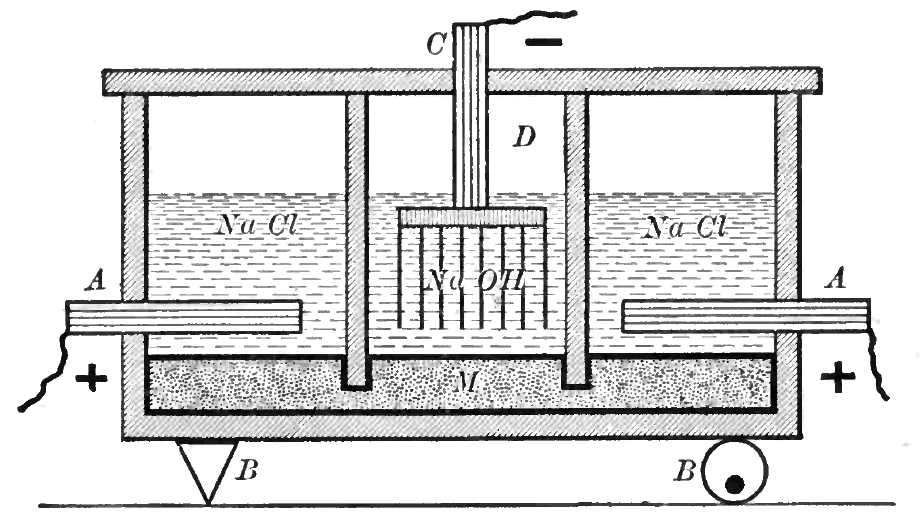
Cel·la de Castner–Kellner

L'aparell que es mostra a la figura consta de dos tipus de cel·les separades per parets de pissarra. El primer tipus, que es mostra a la dreta i a l'esquerra del diagrama, utilitza un electròlit de solució de clorur de sodi i disposa d'un ànode de grafit (A), i un càtode de mercuri (M). L'altre tipus de cel·les, el que es mostra en el centre del diagrama, utilitza com electròlit una solució d'hidròxid de sodi i disposa d'un ànode de mercuri (M), i un càtode de ferro (D). L'elèctrode de mercuri és compartit entre totes tres cel·les. Això s'aconsegueix fent que les parets que separen les cel·les es submergeixin per sota del nivell dels electròlits, però permetent que el mercuri flueixi per sota d'ells.
La reacció a l'ànode (A) és: 2Cl− → Cl₂ + 2e−
El clor gas que resulta s'elimina per la part superior de les cel·les i es recull com a subproducte del procés.
La reacció en el càtode de mercuri en les cel·les exteriors és: 2Na+ + 2e− → 2Na (amalgama)
El sodi metall format en aquesta reacció es dissol en el mercuri formant una amalgama. El mercuri condueix el corrent de les cel·les externes a la cel·la central. A més, un mecanisme d'oscil·lació (mostrat com a B amb un punt de suport a l'esquerra i una rotació excèntrica a la dreta) agita el mercuri per transportar el metall sodi dissolt de les cel·les externes a la central.
La reacció a l'ànode a la cel·la central té lloc en la interfície entre el mercuri i la solució d'hidròxid de sodi.
2Na (amalgama) → 2Na+ + 2e−
Finalment, la reacció en el càtode de ferro (D) de la cel·la central és:
2H₂O + 2e− → 2OH− + H₂
L'efecte net resultant és que la concentració de clorur de sodi en les cel·les exteriors disminueix i la concentració d'hidròxid de sodi en la cel·la central augmenta. A mesura que el procés funciona es retira de la cel·la central l'hidròxid de sodi com producte de sortida i es substitueix amb aigua. El clorur de sodi s'afegeix a les cel·les exteriors per reemplaçar el que s'ha electrolitzat.